# Pleiocarpa
Pleiocarpa är ett släkte av oleanderväxter. Pleiocarpa ingår i familjen oleanderväxter.
Kladogram enligt Catalogue of Life:
| Pleiocarpa | \| \| Pleiocarpa bicarpellata \| \| \| \| \| \| Pleiocarpa brevistyla \| \| \| \| \| \| Pleiocarpa mutica \| \| \| \| \| \| Pleiocarpa picralimoides \| \| \| \| \| \| Pleiocarpa pycnantha \| \| \| \| \| \| Pleiocarpa rostrata \| \| \| \| |
|            | \| \| Pleiocarpa bicarpellata \| \| \| \| \| \| Pleiocarpa brevistyla \| \| \| \| \| \| Pleiocarpa mutica \| \| \| \| \| \| Pleiocarpa picralimoides \| \| \| \| \| \| Pleiocarpa pycnantha \| \| \| \| \| \| Pleiocarpa rostrata \| \| \| \| |
|            | Pleiocarpa bicarpellata |
|            | |
|            | Pleiocarpa brevistyla |
|            | |
|            | Pleiocarpa mutica |
|            | |
|            | Pleiocarpa picralimoides |
|            | |
|            | Pleiocarpa pycnantha |
|            | |
|            | Pleiocarpa rostrata |
|            | |